# Sot de l'Abellar
El Sot de l'Abellar, també anomenat Racó de l'Abellar, és una vall petita i tancada del terme municipal de Monistrol de Calders, al Moianès.
Està situat a prop i al sud-est del poble, a l'esquerra del torrent de l'Om, davant per davant -a ponent- del sector meridional de la Urbanització Masia del Solà, al nord-est de la masia del Bosc, a llevant del Serrat del Llogari. Hi davallen els torrents del Coll de Portella i de la Baga de l'Abellar.
En el seu extrem nord-oest hi ha la Font de l'Abellar.